# Astragalus pseudoscoparius
Astragalus pseudoscoparius är en ärtväxtart som beskrevs av Nikolai Fedorovich Gontscharow. Astragalus pseudoscoparius ingår i släktet vedlar, och familjen ärtväxter. Inga underarter finns listade i Catalogue of Life.